# الدوري الياباني لكرة القدم للسيدات 2006
الدوري الياباني لكرة القدم للسيدات 2006 هو موسم من الدوري الياباني لكرة القدم للسيدات. فاز فيه إن تي في بيليزا.